# A1高速公路 (斯洛文尼亞)
A1高速公路，又稱斯洛文尼亞人高速公路（slovenika），是斯洛文尼亞一條高速公路，東北起接壤奧地利邊境的申蒂利（A9高速公路），斜貫全境，經過馬里博爾、采列、首都盧布爾雅那等主要城市，西南至亞得里亞海岸該國唯一的港口科佩爾。全長236公里。
公路1970年開工，1972年12月29日首段通車，2009年8月14日全線通車。是歐洲E57、E59、E61和E70公路的一部份。